# 카를루스 아드리아누 지 소우사 크루스
카를루스 아드리아누 지 소우사 크루스(포르투갈어: Carlos Adriano de Sousa Cruz, 1987년 9월 28일 ~ )는 흔히 아드리아누(Adriano)라는 이름으로 알려져 있는 브라질의 축구 선수로 포지션은 공격수다. K리그 등록명은 아드리아노였다.

## 클럽 경력

### 브라질 클럽 시절
바이아 유스 출신으로 브라질의 명문 구단인 파우메이라스를 비롯한 많은 클럽에서 활약하였다. 2009년에서 2010년 아메리카 FC 시절에는 그의 롤모델인 브라질의 축구 영웅 호마리우와 2년간 같이 뛰며 가르침을 받았다. 특히 호마리우의 공식 은퇴 후 컴백 경기에서 호마리우가 아드리아노 대신 교체로 투입되었다.
2010년 바이아에서의 26경기 15골에 팀을 1부로 승격시키는 좋은 활약으로 바탕으로 브라질의 명문 구단인 플루미넨시로 이적하였다 그러나 플루미넨시에서 기회를 얻지 못하고 또 다른 명문 구단인 파우메이라스로 임대 이적하여 당시 브라질의 명감독 루이스 펠리피 스콜라리의 지휘 아래 2011년 코파 두 브라질에서 득점왕을 차지하며 좋은 활약을 하였다.

### 다롄 스더
파우메이라스에서 활약을 바탕으로 이적료 380만 달러에 2011년 6월 8일 다롄 스더로 이적이 성사되었다. 다롄 스더에서 2011년부터 2012년까지 안정환과 같이 뛰었으며 특히 2011년 6월 14일 청두 톈청과의 데뷔전에서 안정환 대신 후반 교체 출전하였다. 2012년 중국 FA컵에서 2부리그인 중국 갑급리그의 옌볜 창바이산과의 경기에서 혼자 5골을 터트려 중국 FA컵 한 경기 최다골 기록을 가지고 있다.

### 대전 시티즌
2014년 3월 13일 K리그 챌린지의 대전 시티즌에 입단하였다.
2014 K리그 챌린지 개막전 수원 FC와의 경기에서 데뷔전 데뷔골을 기록하였다. 이후 시즌 내내 꾸준한 득점력을 선보였고, 7월 FC 안양과의 홈경기서 K리그 입단 후 첫 해트트릭을 기록하는 등 폭발적인 득점력을 과시하며 한시즌동안 27골을 기록하여 K리그 챌린지 득점왕에 올랐고 동시에 팀의 리그 우승과 K리그 클래식 승격에 공헌하였다. 2014 K리그 챌린지 베스트 11 공격수 부문과 득점왕에 선정되었다. 시즌 종료 후 K리그 구단들은 물론 해외 클럽들의 러브콜을 받아 이적을 검토하였으나 최종적으로는 대전 잔류를 선택하였다. 2015년 4월 27일 수원 삼성 블루윙즈와의 경기에서 멀티골을 기록해 대전의 시즌 첫 승에 기여했다. 하지만 아드리아노의 활약에도 K리그 클래식으로 승격한 대전의 부진은 계속되었으며 승격을 이끈 조진호 감독이 사퇴하고 최문식 감독이 부임하게 되었다.

### FC 서울
최문식 감독 부임 후 이적을 추진하였고 전북, 허베이 등 여러 구단들의 러브콜을 받았으나 최종적으로는 7월 28일 FC 서울로 이적하였다. 2015년 8월 13일 울산 현대와의 경기에서 데뷔전을 가졌으며 이 경기에서 골을 기록하였다. 인천 유나이티드와의 FA컵 결승전서 1-1로 팽팽히 맞서고 있을 때, 추가골을 기록하며 서울의 대회 우승을 이끌었다.
2016년 부리람 유나이티드와의 아시아 챔피언스리그 조별리그서 4골 1도움을 기록하며 성공적인 아시아 챔피언스리그 데뷔전을 치렀으며, 이어진 3월 1일 산프레체 히로시마와의 챔피언스리그 조별리그 2차전서 해트트릭을 기록하며 챔피언스리그 2경기 연속 해트트릭을 기록하며 팀의 4-1 역전승을 이끌었다. 5월 11일 대구 FC와의 FA컵 경기서 4골을 기록하며 1994년 라데 이후 처음으로 한 시즌에 한 경기 네 골을 두 번이나 기록한 K리그 선수가 되었다.
2016 시즌 리그, AFC 챔피언스리그, FA컵에서 총 35골을 기록하며 한국 프로축구 역사상 한 시즌 최다골 신기록을 세웠다.

### 스자좡 융창
2017년 1월 16일 중국 스자좡 융창으로 이적이 공식 발표되었다.

### 전북 현대 모터스
2018년 1월 24일 K리그1의 전북 현대 모터스와 2년 계약을 체결하며, 1년만에 한국 무대로 복귀했다.
그러나 2019 시즌 중에는 부상으로 한 경기도 뛰지 못했으며, 결국 전북과 계약을 해지하여 팀을 떠났다.

### FC 서울
2020시즌을 앞두고 FC 서울과 1년 계약을 체결하며 서울에 복귀했다.

## 경력 통계

### 클럽 기록
- 마지막 업데이트: 2017년 10월 28일

| 시즌           | 클럽                    | 디비전         | 리그 | 리그 | 리그 | 주리그 | 주리그 | 주리그 | FA컵 | FA컵 | FA컵 | 대륙 대회 | 대륙 대회 | 대륙 대회 | 총합 | 총합 | 총합 |
| 시즌           | 클럽                    | 디비전         | 출장 | 득점 | 도움 | 출장   | 득점   | 도움   | 출장 | 득점 | 도움 | 출장      | 득점      | 도움      | 출장 | 득점 | 도움 |
| 브라질         | 브라질                  | 브라질         | 리그 | 리그 | 리그 | 주리그 | 주리그 | 주리그 | FA컵 | FA컵 | FA컵 | 대륙대회  | 대륙대회  | 대륙대회  | 총합 | 총합 | 총합 |
| -------------- | ----------------------- | -------------- | ---- | ---- | ---- | ------ | ------ | ------ | ---- | ---- | ---- | --------- | --------- | --------- | ---- | ---- | ---- |
| 2010           | 바이아                  | 세리이 B       | 26   | 15   | ?    | 0      | 0      | ?      | 0    | 0    | ?    | -         | -         | -         | 26   | 15   | ?    |
| 2011           | 파우메이라스            | 세리이 A       | 6    | 2    | ?    | 14     | 1      | ?      | 4    | 5    | ?    | -         | -         | -         | 24   | 8    | ?    |
| 중화인민공화국 | 중화인민공화국          | 중화인민공화국 | 리그 | 리그 | 리그 | 주리그 | 주리그 | 주리그 | FA컵 | FA컵 | FA컵 | 대륙대회  | 대륙대회  | 대륙대회  | 총합 | 총합 | 총합 |
| 2011           | 다롄 스더               | CSL            | 12   | 4    | ?    | 0      | 0      | ?      | 0    | 0    | ?    | -         | -         | -         | 12   | 4    | ?    |
| 2012           | 다롄 스더               | CSL            | 22   | 3    | ?    | 0      | 0      | ?      | 1    | 5    | ?    | -         | -         | -         | 23   | 8    | ?    |
| 브라질         | 브라질                  | 브라질         | 리그 | 리그 | 리그 | 주리그 | 주리그 | 주리그 | FA컵 | FA컵 | FA컵 | 대륙대회  | 대륙대회  | 대륙대회  | 총합 | 총합 | 총합 |
| 2013           | 바이아                  | 세리이 A       | 0    | 0    | ?    | 8      | 1      | ?      | 1    | 0    | ?    | -         | -         | -         | 9    | 1    | ?    |
| 2013           | 아틀레치쿠 고이아니엔시 | 세리이 B       | 10   | 0    | ?    | 8      | 1      | ?      | 0    | 0    | ?    | -         | -         | -         | 10   | 0    | ?    |
| 대한민국       | 대한민국                | 대한민국       | 리그 | 리그 | 리그 | 주리그 | 주리그 | 주리그 | FA컵 | FA컵 | FA컵 | 대륙대회  | 대륙대회  | 대륙대회  | 총합 | 총합 | 총합 |
| 2014           | 대전 시티즌             | 챌린지         | 32   | 27   | 4    | -      | -      | -      | 0    | 0    | 0    | -         | -         | -         | 32   | 27   | 4    |
| 2015           | 대전 시티즌             | 클래식         | 17   | 7    | 1    | -      | -      | -      | 1    | 1    | 0    | -         | -         | -         | 18   | 8    | 1    |
| 대전 통산      | 대전 통산               | 대전 통산      | 49   | 34   | 5    | -      | -      | -      | 1    | 1    | 0    | 0         | 0         | 0         | 50   | 35   | 5    |
| 2015           | FC 서울                 | 클래식         | 13   | 8    | 1    | -      | -      | -      | 2    | 2    | 0    | -         | -         | -         | 15   | 10   | 1    |
| 2016           | FC 서울                 | 클래식         | 30   | 17   | 6    | -      | -      | -      | 6    | 5    | 0    | 11        | 13        | 3         | 47   | 35   | 9    |
| 서울 통산      | 서울 통산               | 서울 통산      | 43   | 25   | 7    | -      | -      | -      | 8    | 7    | 0    | 11        | 13        | 3         | 62   | 45   | 10   |
| 중화인민공화국 | 중화인민공화국          | 중화인민공화국 | 리그 | 리그 | 리그 | 주리그 | 주리그 | 주리그 | FA컵 | FA컵 | FA컵 | 대륙대회  | 대륙대회  | 대륙대회  | 총합 | 총합 | 총합 |
| 2017           | 스자좡 융창             | CSL            | 24   | 10   | ?    | -      | -      | -      | 0    | 0    | ?    | -         | -         | -         | 24   | 10   | ?    |
| 브라질 통산    | 브라질 통산             | 브라질 통산    | 42   | 17   | ?    | 14     | 1      | ?      | 5    | 5    | ?    | 0         | 0         | ?         | 56   | 18   | ?    |
| 중국 통산      | 중국 통산               | 중국 통산      | 58   | 17   | ?    | -      | -      | -      | 1    | 5    | ?    | 0         | 0         | ?         | 59   | 22   | ?    |
| 대한민국 통산  | 대한민국 통산           | 대한민국 통산  | 92   | 59   | 12   | -      | -      | -      | 9    | 8    | 0    | 11        | 13        | 3         | 112  | 80   | 15   |
| 커리어 통산    | 커리어 통산             | 커리어 통산    | 192  | 93   | 34   | 14     | 1      | ?      | 15   | 18   | 0    | 11        | 13        | 3         | 240  | 126  | 15   |

## 수상 내역
| 대전 시티즌 - K리그2 ● 우승 (1): 2014 FC 서울 - K리그1 ● 우승 (1): 2016 ● 4위 (1): 2015 - FA컵 ● 우승 (1): 2015 ● 준우승 (1): 2016 - AFC 챔피언스리그 ● 3위 (1): 2016 전북 현대 모터스 - K리그1 ● 우승 (1): 2018 | - 2011년 코파 두 브라질 득점상 수상 - 2014년 K리그2 최우수선수상 수상 - 2014년 K리그2 득점상 수상 - 2014년 K리그2 베스트 11 선정 - 2015년 K리그1 베스트 11 선정 - 2016년 K리그1 베스트 11 선정 - 2016년 AFC 챔피언스리그 득점상 수상 - 2016년 FA컵 득점상 수상 |

## 참고 자료
- 아드리아노 심층인터뷰-①"中으로 거액 이적? 내 심장은 서울에 있다"
- 아드리아노 심층인터뷰-②"호마리우는 '제 2의 아버지'다"
- 아드리아노 심층인터뷰-③"가족의 이름을 손가락에 새겼다"
- 아드리아노는 모두를 기대하게 만든다 - 박경훈의 축구연구소